# Mónaco en los Juegos Olímpicos de Montreal 1976
Mónaco estuvo representado en los Juegos Olímpicos de Montreal 1976 por ocho deportistas masculinos que compitieron en tres deportes.
El portador de la bandera en la ceremonia de apertura fue el tirador Francis Boisson. El equipo olímpico monegasco no obtuvo ninguna medalla en estos Juegos.